# Alpheus collumianus
Alpheus collumianus är en kräftdjursart som beskrevs av William Stimpson 1860. Alpheus collumianus ingår i släktet Alpheus och familjen Alpheidae. Inga underarter finns listade i Catalogue of Life.